# 라싱 92

라싱 메트로 92은 1882년 라싱 클럽 드 프랑스의 럭비팀으로 창단해 1890년 럭비 유니언 클럽으로 설립된 Racing 92는 프랑스에서 가장 오래된 럭비 클럽 중 하나이며, 창립 이래 전통적으로 하늘색과 흰색의 홈 유니폼을 입었다. 현재 톱 14에 참가하고 있으며 홈구장은 파리 라데팡스 아레나이다. 92는 팀의 연고지인 오드센주의 번호가 92인데서 유래하였다.